# Sede do Partido Comunista Francês

Sede do Partido Comunista Francês.

A Sede do Partido Comunista Francês está situada em Paris, na Place du Colonel-Fabien, no 19° arrondissement da capital francesa.
Obra do arquiteto brasileiro Oscar Niemeyer, que elaborou o esboço do projeto a partir de 1965, o imóvel foi concluído em 1971, ao passo que a cúpula, o átrio e o salão subterrâneo não o foram antes de 1979-1980. Ele foi colocado como monumento histórico francês.

## Meios de acesso
- Estação Colonel Fabien, linha 2 do Metrô de Paris
- Linha 75 da RATP (Régie Autonome des Transports Parisiens)